# Trata pri Velesovem
Trata pri Velesovem – wieś w Słowenii, w gminie Cerklje na Gorenjskem. W 2018 roku liczyła 132 mieszkańców.